# Hồng Vân, A Lưới
Hồng Vân là một xã miền núi biên giới thuộc huyện A Lưới, thành phố Huế, Việt Nam.
Xã Hồng Vân có diện tích 43,02 km², dân số năm 1999 là 2.136 người và mật độ dân số đạt 50 người/km².

## Hành chính
Tính đến năm 2018 (theo Nghị quyết 22/NQ-HĐND tỉnh), xã Hồng Vân có 5 thôn:
1. Kê
2. Ca Cú 1
3. Ca Cú 2
4. A Năm
5. Ta Lo A Hố